# Eduardo dos Anjos
Eduardo Carlos dos Anjos († wahrscheinlich April 1979), Kampfname Kakuk (deutsch Eule), war ein osttimoresischer Politiker und Freiheitskämpfer.
Anjos war Mitglied der ersten Generation des Zentralkomitees der FRETILIN (CFF) und politischer Kommissar der Partei. Sein Parteifreund Xanana Gusmão, der Anjos als Trinkkumpanen aus der Jugend beschrieb, bezeichnete ihn als eingefleischten Bohemien, der noch im Mai 1977 beim Treffen der FRETILIN-Führung in Laline endlose antirevolutionäre Witze erzählte, was die Abteilung für politische und ideologische Orientierung (DOPI) „nicht im Geringsten amüsierte“. Nach Ausrufung der Unabhängigkeit Osttimors am 28. November 1975 wurde Anjos am 1. Dezember zum Minister für den öffentlichen Dienst, Transport und Kommunikation ernannt.  Am 7. Dezember begann die offene Invasion Osttimors durch Indonesien. Anjos geriet am 11. März 1979 in Dotik in Gefangenschaft. Es gibt Berichte, dass er im April von Alas nach Dili gebracht wurde. Danach verschwand Anjos für immer.
2006 wurde Anjos posthum der Ordem de Dom Boaventura verliehen.